# کوکان شیرن
کوکان شیرن (به انگلیسی: Kokan Shiren)، پدرسالار و شاعر مشهور ژاپن و فرقه رینزای ذن بود. او آیین بودا را در دربار امپراتوری موعظه کرد و به دلیل شعرهایش در سنت ادبیات پنج کوه (Literature of the Five Mountains) مورد توجه قرار گرفت. او گردآورنده تاریخ سی فصلی بودایی به نام گنکو شاکوشو (Genko Shakusho)، قدیمی‌ترین گزارش موجود از بودیسم در ژاپن بود.

## زندگی‌نامه
کوکان پسر یک افسر نگهبان کاخ و مادرش از قبیله اشرافی میناموتو بود. در سن هشت سالگی او سرپرست راهب بودایی هوکاکو در کوه هیئی قرار گرفت. در ده سالگی در آنجا منصوب شد، اما بعداً نزد استاد ذن کیان در صومعه نانزن‌جی شروع به تحصیل کرد. استعدادهای کوکان شیرن مورد توجه امپراتور کامه‌یاما قرار گرفت. در هفده سالگی مطالعات گسترده چینی را آغاز کرد. بدین ترتیب یک حرفه طولانی سفر و تأسیس مؤسسات ذن در سراسر ژاپن آغاز شد. او در بسیاری از بهترین مؤسسات ذن راهب شد. امپراتور گوموراکامی در پایان عمر خود، عنوان کوکوشی یا معلم ملی را به او اعطا کرد. با این حال، کوکان در نوشته‌های خود دوری از اعتبار را با تلاش برای آزادی درونی نشان داد. بهترین شعر او به زبان چینی (Kanshi)) مربوط به اواخر عمرش است، زمانی که از امور مذهبی کناره‌گیری کرده بود. اشعار و مقالات او تحت عنوان سایهوکوشو (Saihokushū) گردآوری شده است. او همچنین با دیگر مشارکت‌ها به واژه‌شناسی در طول زندگی خود اعتبار داد.

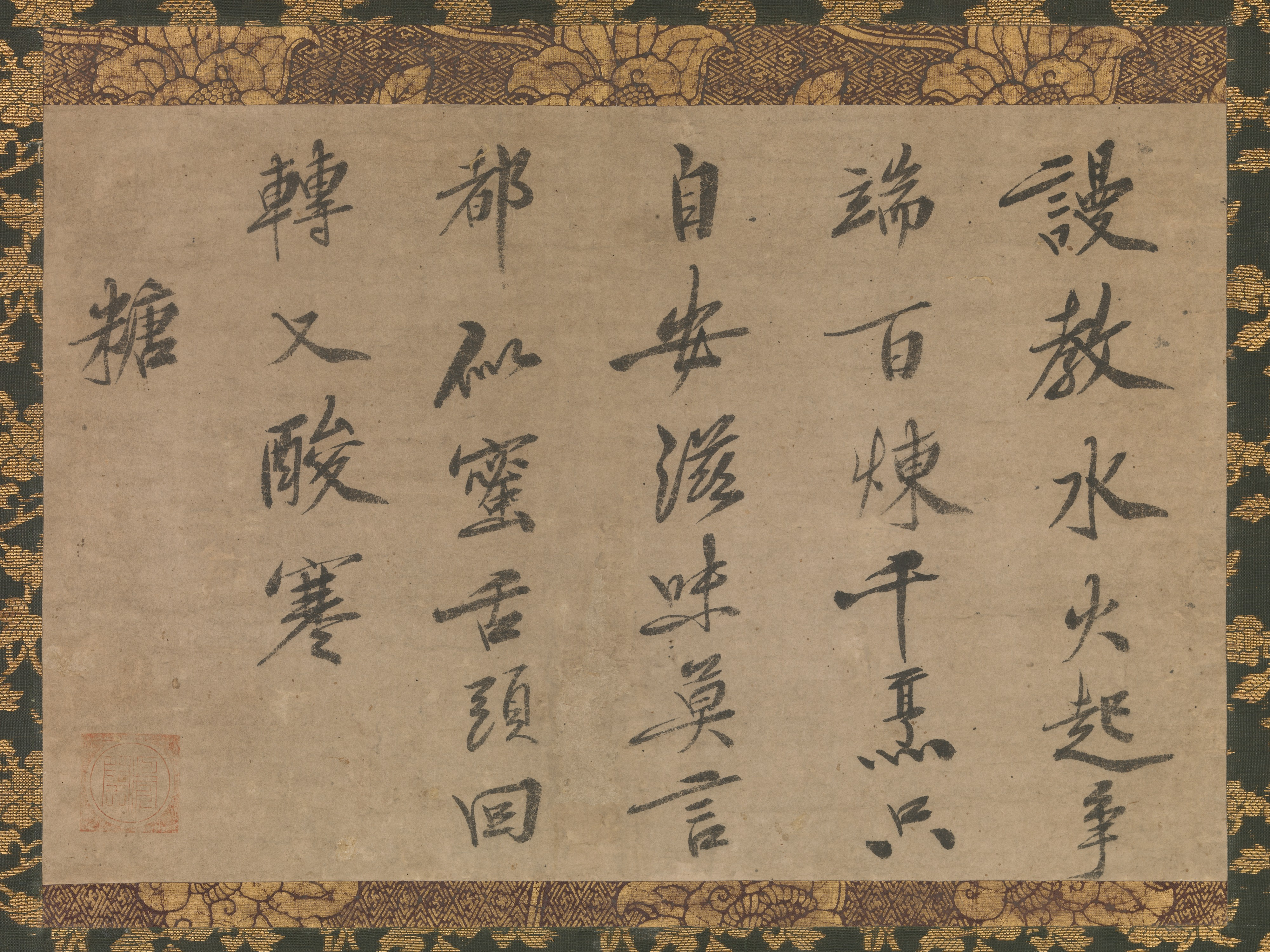
شعر و خوشنویسی به زبان چینی از کوکان

کوکان زیر نظر راهب مشهور چینی ییشان یینینگ (Yishan Yining) تحصیل کرد. رابطه آنها را می‌توان آغاز دوران طلایی ادبیات پنج کوه در ژاپن دانست. او خوش‌نویسی را زیر نظر استاد چینی دیگری به نام هوانگ شانگو آموخت. آثار دیگر عبارتند از اولین بیت قافیه ژاپنی جوبون این ریاکو (Jubun-in-ryaku) در پنج جلد، کوکان اوشو جوزنشیروکو (Kokan Osho Juzenshiroku) در سه جلد و هجده جلدی باتسوگو شاینرون (Butsugo Shinron). پرتره‌ای از کوکان شیرن در کایزوین معبد تتوفوکو-جی در کیوتو، ژاپن است. کوکان به خاطر نگارش گنکو شاکوشو، قدیمی‌ترین روایت موجود از بودیسم در ژاپن، شهرت دارد. در مقدمه این اثر، کوکان نوشت که پس از اینکه راهب چینی یشان یینینگ ابراز تعجب کرد از اینکه چنین تاریخی در ژاپن وجود ندارد، از نوشتن آن شرمنده شد. در سال ۱۳۲۲ گنکو شاکوشو را تکمیل کرد. آن را در دوران گنکو (Genko) تکمیل شد، از آنجا که نام دوران در عنوان آن است.

## قافیه در یک باغ منظره مینیاتوری
برای توسعه باغ ژاپنی، بونسکی، بونسای و هنرهای مرتبط با آن، مقاله قافیه کوکان شیرن، قافیه در یک باغ منظره مینیاتوری (Rhymeprose on a Miniature Landscape Garden) مورد توجه زیادی قرار دارد. تأثیر آشکاری از سوادهای دوره آهنگ چینی دیده می‌شود. روایت فریبنده ساده و سرراست کوکان شیرن صدای اولیه‌ای را به آنچه که تبدیل به یک تحول عمیق فرهنگی در ژاپن می‌شود داد:
کاری که در کودکی دوست داشتم برای تفریح انجام دهم این بود که گونی‌های سنگ را جمع کنم و روی میزی نزدیک پنجره بلند و آزاد جمع کنم. وقتی به میانسالی رسیدم، از انجام این کار احساس شرمندگی کردم و به همین دلیل دست از کار کشیدم، مثل هر آدم معمولی دیگری، مثل یک آجر بی‌حس. بالاخره به سن پیری رسیده‌ام و بویژه از صدای بازی‌های کودکانه در تابستان بدم می‌آید؛ بنابراین از بچه‌ها خواستم که سنگ‌ها را گوشه دیوار جمع کنند. آنها را برس کشیدم و شستم و یک سینی سبز رنگ با ماسه سفید ته آن آماده کردم. نتیجه شعری بود که دلت را سبک می‌کرد. منظره خنکی به هوا داد و دل را از بین برد.
یکی از بازدیدکنندگان آن را دید و فریاد زد: "خوب، باشه، اما کمی کچل به نظر می‌رسد، اینطور نیست؟"
پاسخ دادم: «شما توده‌ای از سنگ‌ها را می‌بینید و کوه‌ها را نمی‌بینید. نکته شگفت‌انگیز در مورد باغ‌های منظره مینیاتوری این است که تقلیدی از کوه‌ها و نهرها هستند. پایه به گونه‌ای ساخته شده است که امواج روان به نظر برسد و صخره‌ها به گونه‌ای ساخته شده‌اند که پوشیده از پوشش گیاهی باشند. گاهی اوقات می‌توانید کاج پیچ مینیاتوری یا آلوچه برجسته را ببینید. شما ممکن است شکوفه‌های غیرمعمول یا شاخه‌های جدید عجیب و غریب را از شاخه‌های کوتاه شده آنها ببینید. مطمئناً به دلیل بی‌احتیاطی در آبیاری و نگهداری آهسته آزار و اذیت کامل آفریده‌های خود را که پژمرده می‌شوند، کشف خواهید کرد. اگر نتوانید تلاش کنید، به سادگی نمی‌توانید یک کوه باشکوه و یک دنیای کوچکتر در میان تپه‌ها و تپه‌ماهورها بسازید.
«سال‌ها پیش به بالای کوه فوجی صعود کردم. صعود سه روز طول کشید. به مدت دو روز از مناطقی پر از درختان و جنگل‌های بزرگ گذشتم، اما صبح سوم، تیغه‌ای از علف‌ها دیده نشد! در آن نقطه فقط صخره‌های بزرگ سنگ‌مانند و سنگ‌های قرمز مایل به ارغوانی وجود داشت. چندین مایل همین‌طور بود تا اینکه به خود قله رسیدم. البته کوه فوجی از این نظر منحصر به فرد نیست زیرا همه قله‌ها بدون پوشش گیاهی هستند. افرادی که از کوه‌ها بالا می‌روند از به اصطلاح طاسی خوششان نمی‌آید. بلکه عشق حس ارتفاع است.
«پس این سنگ‌ها، فقط چند اینچ بلندی، و این سینی تقریباً یک پا، چیزی جز جزیره‌ای کوهستانی که از دریا برمی‌خیزد! قله‌های سبز مایل به یشم در میان ابرها نفوذ می‌کنند و توسط آنها احاطه می‌شوند. یک حصار آبی-سبز، غوطه ور در آب، صاف ایستاده است. غارهایی وجود دارد که گویی در کناره‌های صخره حک شده‌اند تا مقدسین و جاودانه‌ها را پنهان کنند. اسکله‌ها و سیخ‌ها به اندازه کافی صاف و به اندازه کافی طولانی برای ماهیگیران. مسیرها و جاده‌ها باریک و محدود هستند، اما هیزم‌شکن‌ها می‌توانند از کنار آنها عبور کنند. تالاب‌هایی به اندازه کافی عمیق و تاریک برای پنهان کردن اژدها وجود دارد.
«پس آیا شایسته نیست که از علف‌های هرز مراقبت کنم و با دقت مراقب آن باشم و روی آن کار کنم و از ظرافت کامل آن لذت ببرم؟ آیا طاسی تپه‌ها و تپه‌ماهورها را دوست ندارید؟ آیا من از برهنگی قله غافل هستم؟ من گاهی یک شاخه گل می‌چینم و در قله یا دره قرار می‌دهم. تناوب زندگی گیاهان، شکوفه دادن آنها در صبح و محو شدن آنها در عصر، شکوه چهار فصل با دگرگونی‌های بی‌شمار و تغییرات بی‌شمارشان است! بنابراین من می‌گویم که لازم نیست لخت باشد، و نباید سرسبز باشد.
«یک چیز دیگر، به نظر شما این منظره مینیاتوری بزرگ است؟ به نظر شما کوچیکه؟ بر آب خواهم دمید و از چهار دریا بافش بلند خواهم کرد. قله را سیراب می‌کنم و از آسمان نهم سیلی فرو می‌ریزم! کسی که سنگ‌ها را آبیاری می‌کند کیهان را مرتب می‌کند. آن که آب را عوض می‌کند تمام دریا را زیر و رو می‌کند. این تغییرات در طبیعت است که در ذهن من یکپارچه می‌شود. به هر حال، اندازه نسبی چیزها یک حرفه نامشخص است. یک فیلسوف چینی به ما گفته است که چرا، دشت وسیعی روی مژه مگس و ملت‌های کامل در شاخ حلزون وجود دارد. خوب، چی فکر می‌کنی؟"
میهمان من از جایش بلند شد و بهانه جویی کرد. دید که این سنگ‌ها حواس مرا پاک و عقلم را پاک می‌کند. او متوجه شد که وقایع واقعاً آن چیزی نیستند که به نظر می‌رسیدند و با این حال آنها مرا غنی کردند. من به او گفتم که او فقط آنچه را که با چشمان خودش درک کرده است، درک می‌کند و اصلاً دیدگاه من را درک نمی‌کند. پرسیدم که آیا او دوست ندارد مدتی بیشتر بنشیند و موضوع را از نو مطالعه کند. او گفت که می‌کند، اما هیچ موجی برای او وجود نداشت. دیگر چیزی نگفت و من سکوت کردم. پس از مدتی بازدیدکننده من بدون هیچ حرف دیگری رفت.

- سایهوکوشو، فصل. ۱، صص ۱–۲.

## یادداشت
1. ↑  Pollack, David. "Kokan Shiran and Musō Soseki: "Chineseness" vs "Japaneseness" in Thirteenth and Fourteenth Century Japan". Journal of the International Association of Buddhist Studies. 7 (2): 143–169.[پیوند مرده]
2. ↑  Nussbaum, Louis-Frédéric. (2005). "Genkō" in Japan encyclopedia, p. 239.